# 茨城県立岩井西高等学校
茨城県立岩井西高等学校（いばらきけんりついわいにしこうとうがっこう）は、茨城県坂東市に所在した公立の高等学校。

## 設置学科
- 普通科

## 所在地
- 〒306-0654 茨城県坂東市大字上出島1200-1

## 概要
生徒の進路や興味・関心に応じて、専門学校などと連携しながら、「自動車整備基礎」「理容美容基礎」「危険物」「社会福祉基礎」等の学校設定科目を選択科目として置いている。
SEAMOの『終わりと始まり』のPVに使用されたことでも有名である。
平成18年度を最後に新入学生の募集を停止し、22年度には茨城県立岩井高等学校と合併し、新校となる。

## 沿革
- 1976年4月1日 - 岩井西高等学校創立。
- 1977年2月5日 - 本館竣工。
- 1977年10月27日 - 開校式挙行。校歌制定。制定式挙行。
- 2010年3月31日 - 閉校。

## 著名な出身者
- セレス小林 - 元プロボクサー。元WBA世界スーパーフライ級王者。
- 岡田忠之 - オートバイ・ロードレースライダー。
- 眞中靖夫 - 元プロサッカー選手。セレッソ大阪サッカースクールコーチ等を経て、2020年現在境トリニタス監督。